# Hoya de Huesca/Plana de Uesca
Pour les articles homonymes, voir Hoya.
La Hoya de Huesca (en castillan) ou Plana de Uesca (en aragonais) est une comarque d'Aragon en Espagne.
La majeure partie de la comarque est située dans la province de Huesca. Deux communes (Murillo de Gállego et Santa Eulalia de Gállego) sont situées dans la province de Saragosse.

## Géographie
Comarques limitrophes : 
- Nord – Jacetania et Alto Gállego
- Sud – Saragosse et Monegros
- Est – Somontano de Barbastro
- Ouest – Cinco Villas

## Communes
Agüero, Albero Alto, Alcalá de Gurrea, Alcalá del Obispo, Alerre, Almudévar, Angüés, Antillón, Argavieso, Arguis, Ayerbe, Banastás, Biscarrués,  Blecua y Torres, Casbas de Huesca, Chimillas, Gurrea de Gállego, Huesca, Ibieca, Igriés, Loarre, Loporzano, Loscorrales, Lupiñén-Ortilla, Monflorite-Lascasas,  Murillo de Gállego, Novales, Nueno, Las Peñas de Riglos, Pertusa, Piracés,  Quicena, Salillas, Santa Eulalia de Gállego, Sesa, Siétamo, La Sotonera, Tierz, Tramaced, Vicién.

## Économie
L'économie est fondée principalement sur l'agriculture, l'élevage de bétail et l'industrie du métal.